# Parva, Bistrița-Năsăud
Parva este satul de reședință al comunei cu același nume din județul Bistrița-Năsăud, Transilvania, România.

## Istorie
Numele satului își are originea în exlamația împăratului Iosif al II-lea, care inspecta localitățile grănicerești din zona Bistrița-Năsăud: „Vă salut mici nepoți ai Romei!” (în latină Salve parvae nepos Romuli!). Fiecare cuvânt a devenit numele unei localități: Salva, Parva, Nepos și Romuli.

## Mențiuni literare
Parva a devenit o localitate cunoscută ca urmare a faptului că aici s-a născut și a copilărit Apostol Bologa, personajul principal al romanului Pădurea spânzuraților (1922) al lui Liviu Rebreanu.

## Obiective turistice
- Rezervația Tăușoare-Zalion (71 ha).

## Vezi și
- Biserica de lemn din Parva